# Chiaravalle (Marken)

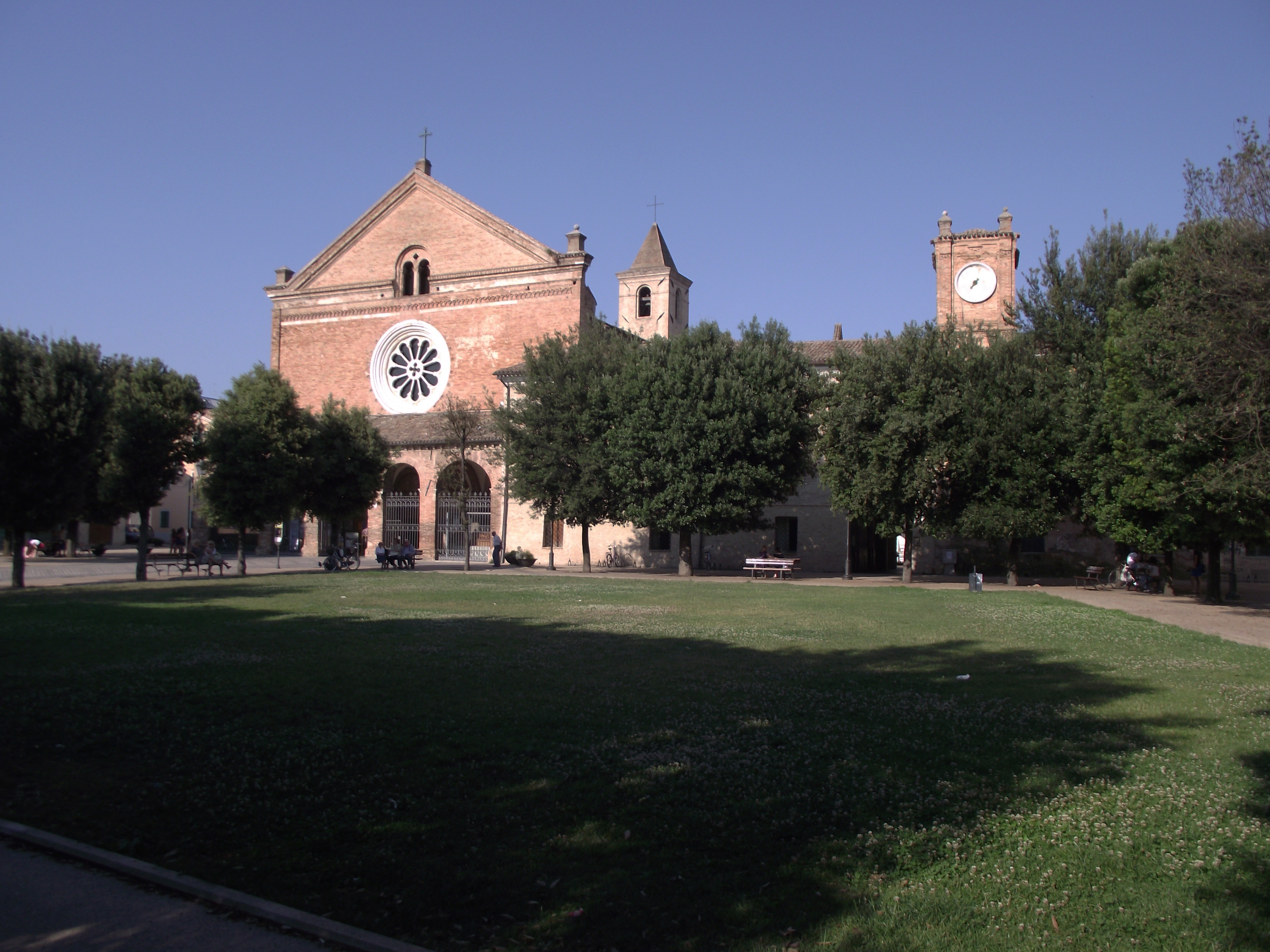
Das Kloster

Chiaravalle ist eine italienische Gemeinde mit 14.260 Einwohnern (Stand 31. Dezember 2023) in der Provinz Ancona in der Region Marken. Die Geschichte des Ortes ist eng verbunden mit der 1796 aufgelösten Zisterzienserabtei Santa Maria di Castagnola.

## Geographie
Die Gemeinde liegt rund 20 km vom Hauptort der Provinz, der Stadt Ancona und 7,5 km von der Adriaküste entfernt.
Zu den Ortsteilen (Fraktionen) zählen Grancetta und Galoppo.
Die Nachbargemeinden sind Camerata Picena, Falconara Marittima, Jesi, Monte San Vito und Montemarciano.

## Bevölkerungsentwicklung
| Jahr      | 1861  | 1881  | 1901  | 1921  | 1936  | 1951  | 1971   | 1991   | 2001   | 2015   |
| --------- | ----- | ----- | ----- | ----- | ----- | ----- | ------ | ------ | ------ | ------ |
| Einwohner | 4.064 | 5.321 | 5.833 | 6.302 | 6.915 | 7.991 | 11.863 | 13.813 | 14.040 | 14.796 |

Quelle: ISTAT

## Söhne und Töchter der Gemeinde
- Maria Montessori (1870–1952), Ärztin, Reformpädagogin, Philosophin und Philanthropin
- Massimo Ferretti (1935–1974), Dichter, Schriftsteller und Journalist
- Sofia Raffaeli (* 2004), Rhythmische Sportgymnastin